# Ferid Murad
Ferid Murad (ur. 14 września 1936 w Whiting w stanie Indiana, zm. 4 września 2023 w Menlo Park w Kalifornii) – amerykański farmakolog, laureat Nagrody Nobla w dziedzinie fizjologii lub medycyny w 1998.

## Życiorys
Syn emigranta albańskiego pochodzącego z Gostiwaru w dzisiejszej Macedonii Północnej. W 1965 obronił doktorat na Western Reserve University w Cleveland (Ohio). Wykładał farmakologię na szeregu uczelni amerykańskich – University of Virginia w Charlottesville, Stanford University, Northwestern University, University of Texas (w Houston).
W 1977 wykazał, że nitrogliceryna (oraz podobne leki nasercowe) powoduje wytwarzanie się tlenku azotu, co z kolei prowadzi do powiększenia średnicy naczyń krwionośnych i większego przepływu krwi. Badania te dały sygnał do dalszych prac, dzięki którym Robert Furchgott i Louis Ignarro odkryli rolę tlenku azotu jako czynnika sygnałowego, rozluźniającego ściany naczyń krwionośnych.
Za odkrycie roli tlenku azotu trójka uczonych otrzymała w 1998 Nagrodę Nobla w dziedzinie medycyny; ich prace przyczyniły się do wynalezienia leku na impotencję – sildenafilu, znanego pod handlową nazwą viagra. W 1996 te same prace przyniosły Muradowi Nagrodę Alberta Laskera (razem z Robertem Furchgottem). W 1999 uhonorowany doktoratem honoris causa przez Uniwersytet Tirański.